# J・T・トーマス (ディフェンシブバック)
J・T・トーマス（J. T. Thomas、1951年4月22日 - ）はジョージア州・メイコン出身のアメリカンフットボール選手。ポジションはディフェンシブバック。ピッツバーグ・スティーラーズで「スティールカーテン」と呼ばれた強力なディフェンスの一員として、4回スーパーボウル優勝を果たしている。

## 経歴
フロリダ州立大学初のアフリカ系アメリカ人選手となった彼は、2年次の1970年には最初の試合でFGを2度ブロックした。2年次生のオールアメリカンファーストチームに選出された。1972年にはコーナーバック、セイフティでプレーし、プロフットボール・ウィークリーとタイム誌からオールアメリカンファーストチームに選ばれた。
1973年のNFLドラフト1巡24位でピッツバーグ・スティーラーズに指名されて入団した。当時スティーラーズのディフェンスバックは弱点となっており、最後の穴を埋めるために指名したとチャック・ノールヘッドコーチに言われている。1年目は主に控えディフェンシブバックとしてプレーした。2年目の1974年から先発選手となり5インターセプト、1TDをあげた。
メル・ブラントとのコンビは強力なもので、1976年にはプロボウル、オールプロに選ばれた。
1978年には血液疾患のためシーズンを全休したが、翌年セイフティとして復帰、このシーズンのみインターセプトをあげられなかった。
1980年、開幕戦で足首を負傷した彼はその後控え選手としてプレーした。
1981年、4インターセプトをあげた。1982年、デンバー・ブロンコスにトレードされ、1シーズンプレーした後、引退した。
元チームメートのラリー・ブラウンとともに1980年代後半、レストラン事業に乗り出した。